# Studium generale
Studium generale (em português, "Estudos gerais") foi o nome tradicionalmente atribuído às universidades, durante a Idade Média.

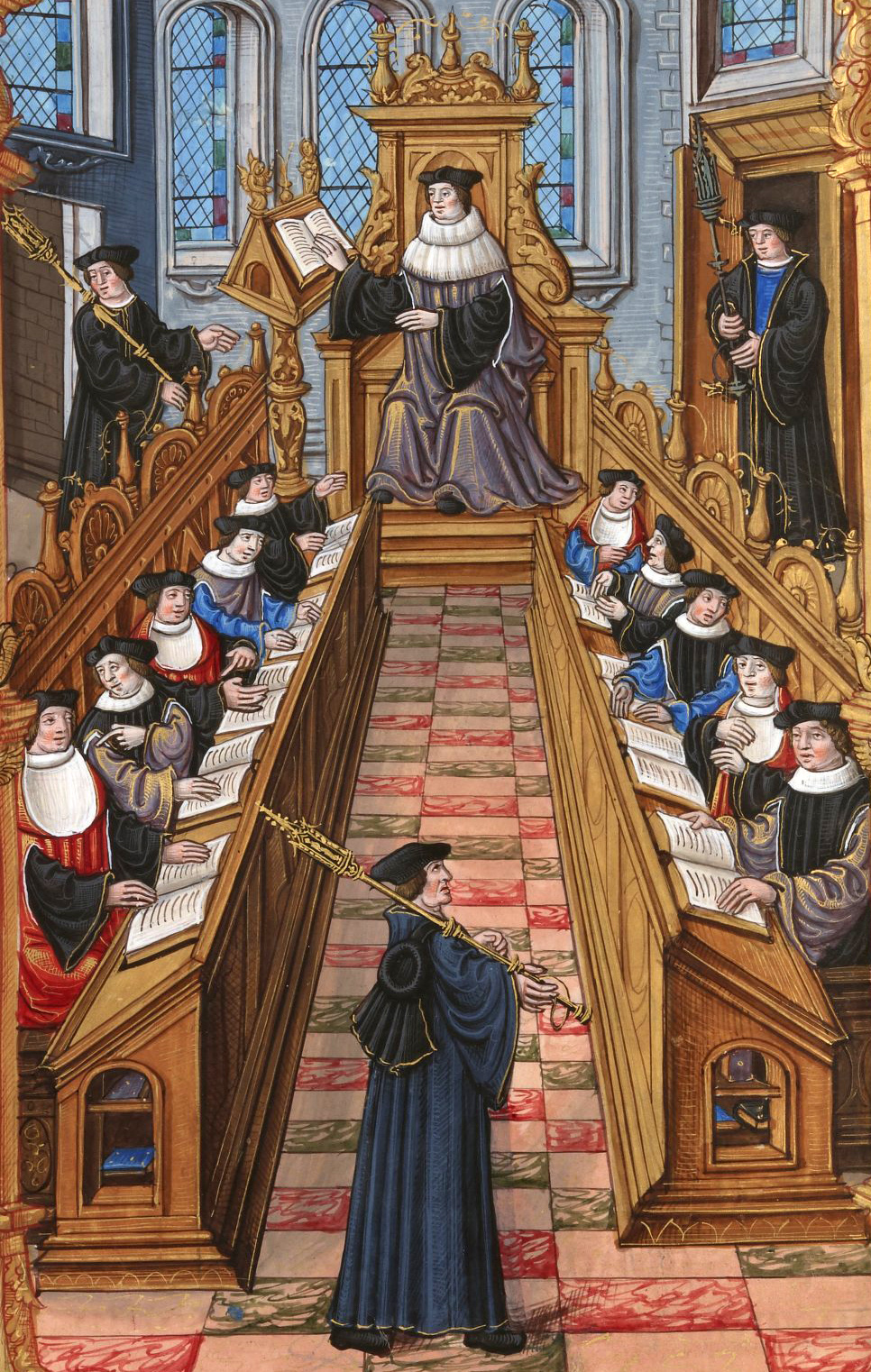
Reunião dos doutores na Universidade de Paris

A expressão começou a ser utilizada, no início século XIII, para  designar um local em que estudantes de todas as origens (e não apenas de uma dada região) eram recebidos.
Ao longo do século XIII, o seu significado tornou-se mais preciso, referindo-se a instituições com as seguintes características:
- Recebiam alunos de todas as origens geográficas;
- Ensinavam as artes e pelo menos uma das grandes disciplinas da época (Direito, Teologia, Medicina);
- O ensino era ministrado por mestres.[1][2][3][4]

Os primeiros studia generalia surgiram em Itália, França, Inglaterra, Espanha e  Portugal, sendo considerados como as instituições de ensino mais prestigiadas da Europa medieval.